# Phthiridium maximum
Phthiridium maximum är en tvåvingeart som först beskrevs av Oskar Theodor 1967.  Phthiridium maximum ingår i släktet Phthiridium och familjen lusflugor.
Artens utbredningsområde är Thailand. Inga underarter finns listade i Catalogue of Life.